# جورج هنت بارتون
جورج هنت بارتون (بالإنجليزية: George Hunt Barton) هو مستكشف وجيولوجي أمريكي، ولد في 8 يوليو 1852 في سدبري ‏ في الولايات المتحدة، وتوفي في 25 نوفمبر 1933.